# Курбан-Кёль
Курбан-Кёль, Курбанкуль или Голубое озеро — запрудное озеро на реке Кок-Суу в Кадамжайском районе Баткенской области Кыргызстана, у южной границы Шахимарданского эксклава Узбекистана к юго-востоку от посёлка Шахимардан.
Курбан-Кёль расположен на реке Кок-Суу, правой составляющей реки Шахимардан в 6 км от посёлка Шахимардан. Территория, на которой располагается озеро относится к Кыргызстану.
Площадь озера, по данным «Национальной энциклопедии Узбекистана», равна 1,4 км², площадь водосбора — 129,5 км². Озеро вытянуто в направлении с юга на север, его длина составляет 866 метров, максимальная ширина — 162 м, средняя ширина — 255 м. Глубина озера достигает 13,4 м, средняя глубина равна 8,6 м.
Курбан-Кёль образовался в результате горного оползня в 1766 году. Он окружён скалами серо-жёлтого цвета, склоны которых круто спускаются к водоёму. Река Кок-Суу втекает в озеро на севере, непосредственно при впадении принимая левые притоки Канда-Куш Юж. и Канда-Куш Сев., на первом из которых расположено ещё один небольшой водоём. Участок далее озера (на юг от него) Кок-Суу проходит под землёй.
Вода в Курбан-Кёле имеет голубовато-зелёный цвет и обладает высокими питьевыми качествами. В зимний период озеро частично замерзает близ берегов. Температура воды даже летом едва достигает 8-10 градусов тепла
Название Курбанкуль означает «жертвенное озеро». Водоём является местночтимой святыней и выступает объектом паломничества.
С момента своего возникновения озеро стало местом паломничества мусульман Ферганской долины. В советские времена пользовалось особой популярностью у жителей городов Ферганской долины (Ош, Фергана, Маргилан и проч) благодаря красоте и живописности этих мест. После распада СССР оказалось внутри узбекского эксклава, поэтому доступ к нему долгое время был ограничен, из-за чего экономика эксклава пришла в упадок. Безвизовый въезд жителям обеих республик на срок не более 2 месяцев был разрешён только после 2005 г.
После передачи территории Кыргызстану, к почитаемому месту была проведена канатная дорога.